# 妙音寺 (桐生市)
妙音寺（みょうおんじ）は、群馬県桐生市西久方町一丁目にある高野山真言宗の寺院である。山号は平等山（びょうどうざん）。院号は慈光院（じこういん）。本尊は不動明王。桐生市街地の西北部にあり、山手通りに面している。南は寂光院に隣接する。

## 歴史
妙音寺の前身にあたる善明院は、堤村五本木（現在の堤町二丁目）にあったが、天正13年（1586年）頃に現在地に移転した。寛政年間（1789年-1801年）と天保13年（1842年）の二度の火災によって、開山や開基、それ以前の歴代住職は不明である。現存する仏像や石塔から創建は天文（1532年-1555年）以前とみられている。天保の火災では本堂や栄螺堂を消失したが、百観音のうち25体の観音像が現存している。現在の本堂は鉄筋コンクリート造で、昭和3年（1928年）に完成した。

## 武道との関わり
第26代住職・村上祐尊は様々な武道に通じた格闘家としての面も持つ人物である。平成元年（1989年）の檀信徒会館善明閣完成を機に、青少年の育成を主目的に同館を道場として立ち上げたのが「日本武道阿門會」（あもんかい）。自らのバックボーンである沖縄松林流空手道（六段）や古武術等の他、逆輸入武道であるブラジリアン柔術や日本発祥ではないキックボクシング等、更には子供向けダンスと幅広く指導している。